# Doły-Friedhof

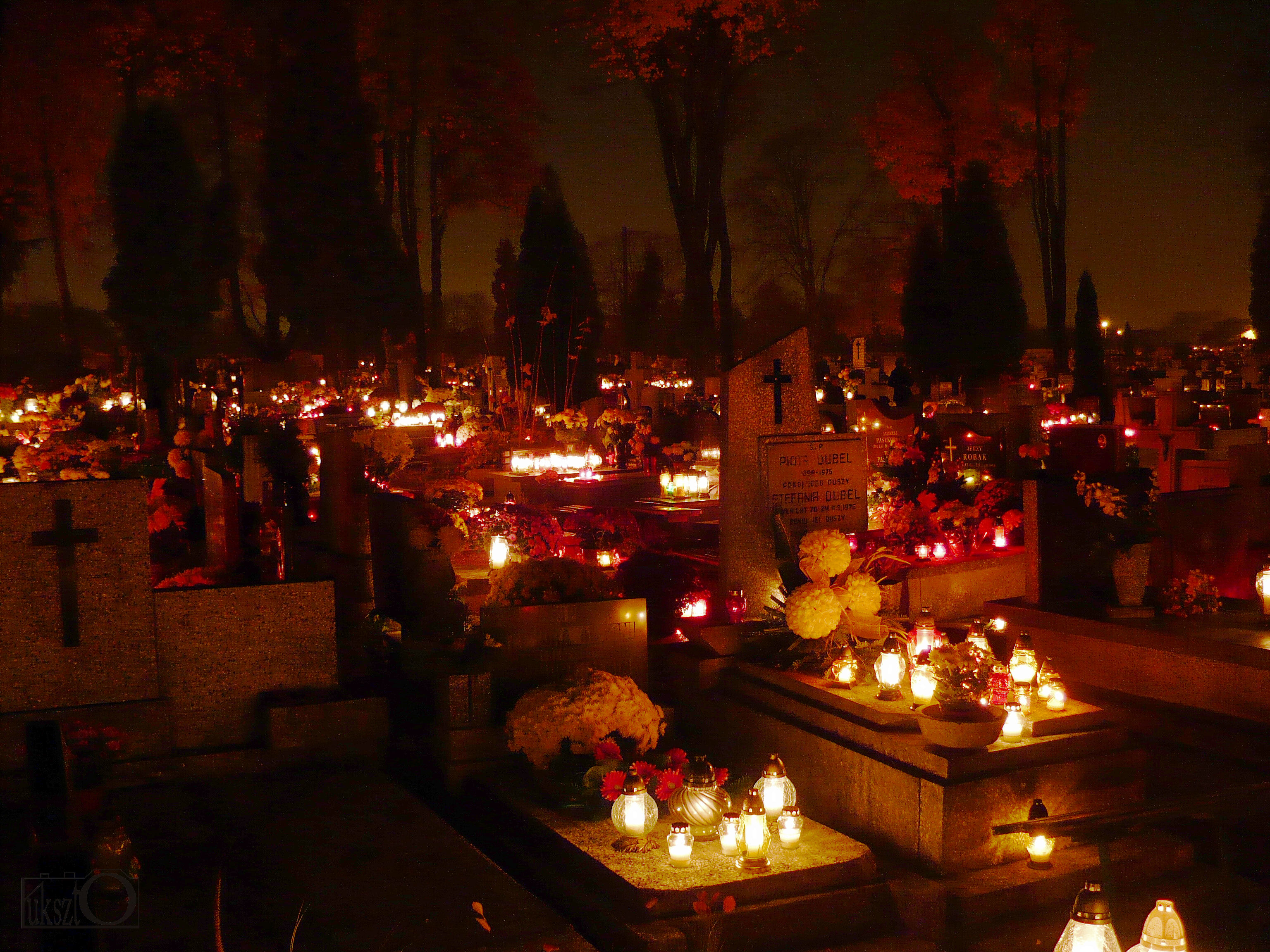

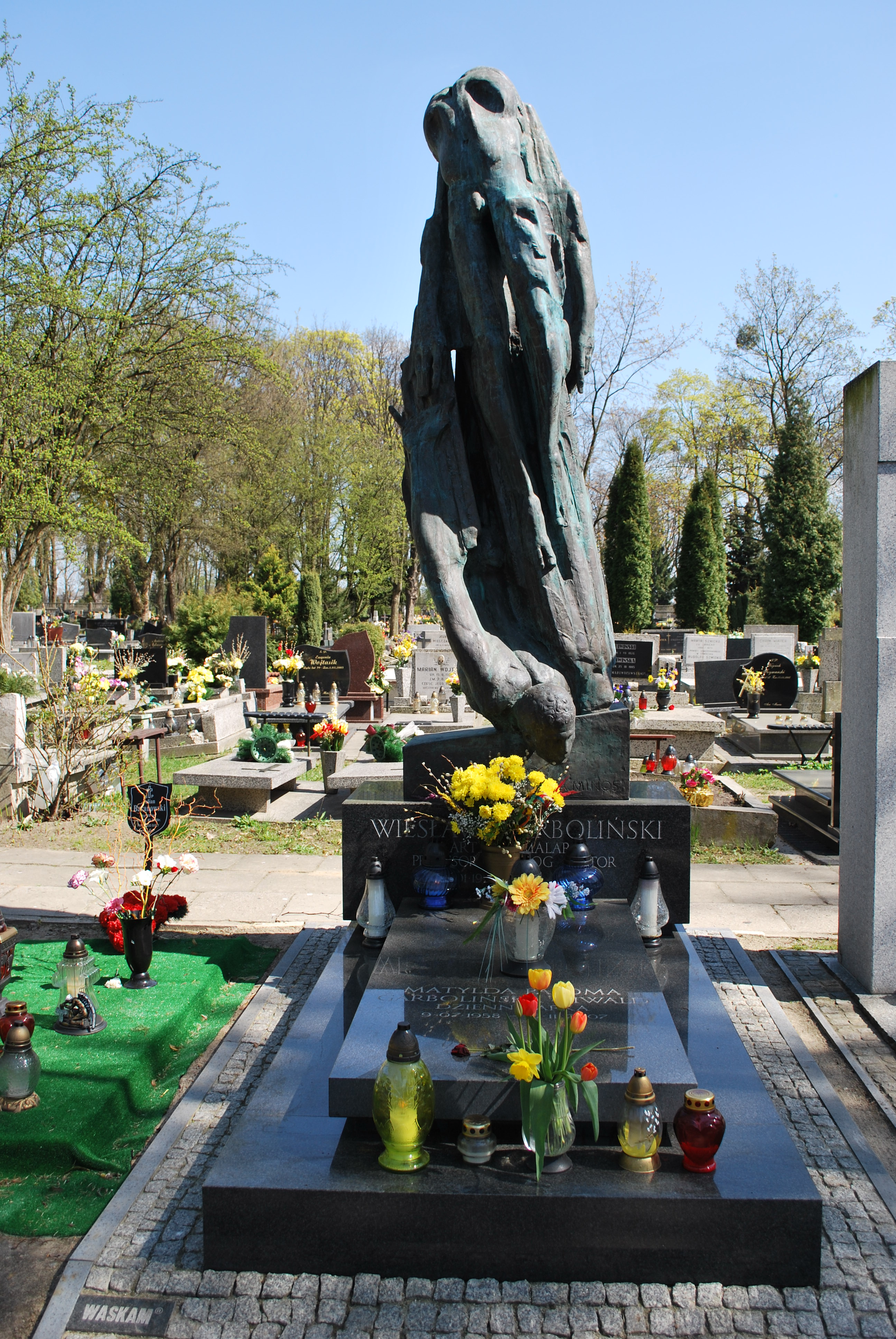
Grabstätte von Wiesław Garboliński

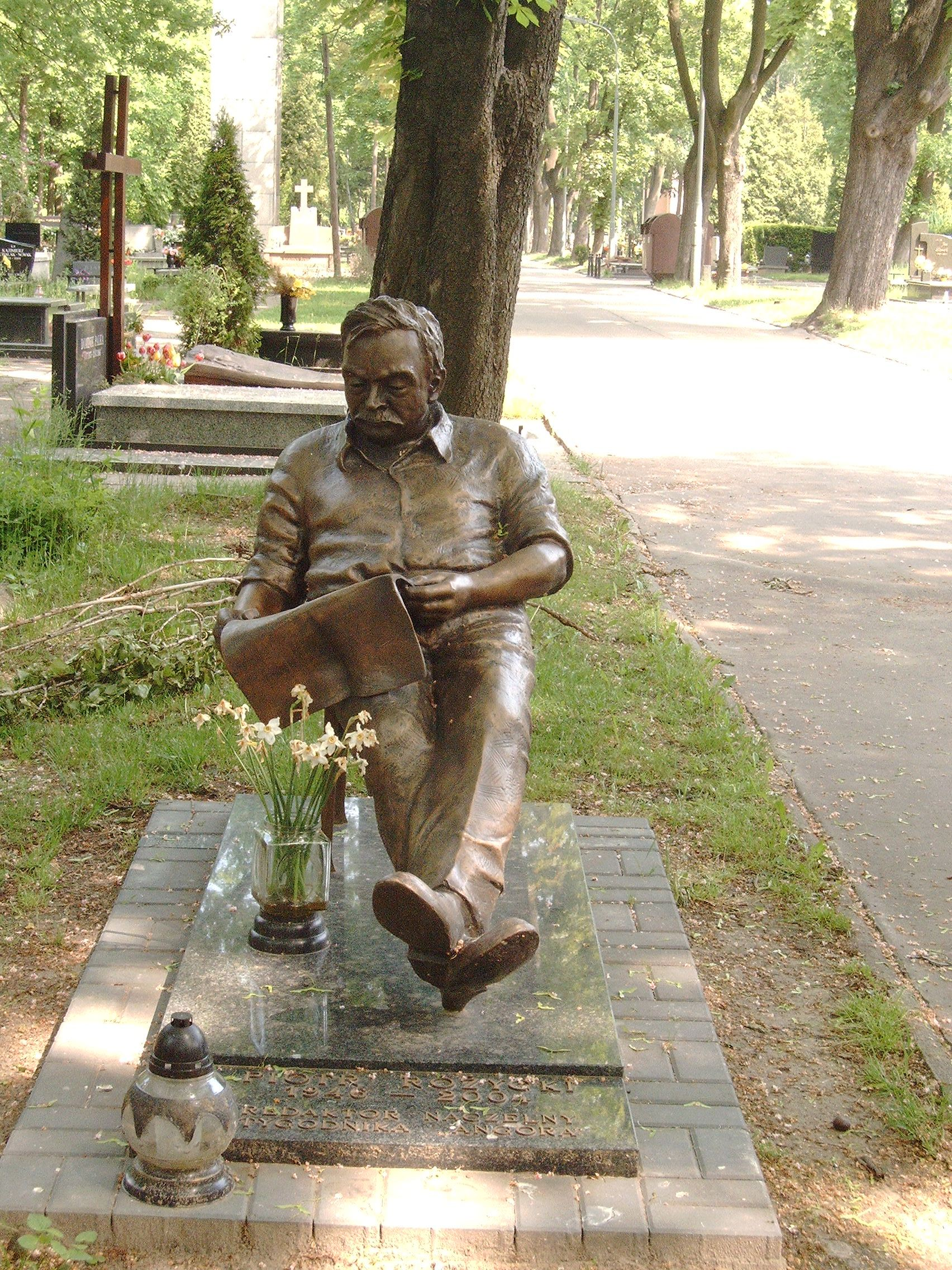
Grab von Piotr Różycki

Der Doły-Friedhof (polnisch Cmentarz Doły w Łodzi, Cmentarz na Dołach) ist einer der größten und historisch bedeutendsten Friedhöfe in Łódź. Der Friedhof liegt im östlichen Teil des Stadtviertels Bałuty, auf beiden Seiten der Smutna-Straße. Seine Gründung geht auf das Jahr 1896 zurück.

## Gliederung
Dort befinden sich mehrere Teilfraktionen:
1. Der römisch-katholische Friedhof
2. Der Kommunalfriedhof
3. Der Militärfriedhof
4. Der Russisch-Orthodoxe Friedhof
5. Der Baptisten-Friedhof
6. Der Pfingstler-Friedhof
7. Der Mariaviten-Friedhof

## Grabstätten ausgewählter Persönlichkeiten
- Jadwiga Andrzejewska (1915–1977), Schauspielerin
- Kiejstut Bacewicz (1904–1993), Pianist
- Kazimierz Dejmek (1924–2002), Regisseur, Schauspieler
- Wojciech Jerzy Has (1925–2000), Regisseur
- Katarzyna Kobro (1898–1951), Bildhauerin, Künstlerin
- Andrzej Niemczyk (1944–2016), Volleyballspieler, Trainer